# Timothy Wangusa
Timothy Wangusa (né en 1942) est un écrivain ougandais, poète et romancier. Il a été le président de l'Uganda Writers Association (Association des écrivains ougandais).

## Biographie
Timothy Wangusa est né à Bugisu, dans l'est de l'Ouganda. Il étudie l'anglais à l'université Makerere et à l'université de Leeds. En 1969, il commence à enseigner à l'université Makerere ; il est nommé professeur en 1981. Par la suite, il est nommé à la tête du département de littérature, et doyen de la faculté de lettres et arts. En 1985-1986, il est ministre de l'Éducation, et membre du Parlement de 1989 à 1996. Actuellement, il est conseiller dans le gouvernement du président Museveni.

## Œuvre
Son recueil de poèmes Salutations, incluant des poèmes composés entre 1965 et 1975, est publié en 1977. Il est publié à nouveau en 1994 avec d'autres poèmes écrits entre 1975 et 1990. Upon This Mountain — roman d'apprentissage dont le personnage principal cherche à toucher le ciel — s'appuie sur le folklore ougandais et le symbolisme chrétien. 
- Salutations: Poems 1965-1975 (1977)
- Upon this mountain (1989)
- A Pattern of Dust: Selected Poems 1965-1990 (1994)
- Anthem for Africa (1995)
- Africa's New Brood (2006)